# Шисаго (округ)
Шиса́го (англ. Chisago County) — округ в штате Миннесота, США. Административный центр — Сентер-Сити, крупнейший город — Норт-Бранч. По оценочной переписи 2008 года в округе проживают 50 257 человек. Площадь — 1146 км², из которых 1081,6 км² — суша, а 64,4 км² — вода. Плотность населения составляет 38 чел./км².

## История
Округ был основан в 1851 году.